# Ceratophygadeuon distans
Ceratophygadeuon distans är en stekelart som beskrevs av Henry Keith Townes, Jr. 1983. Ceratophygadeuon distans ingår i släktet Ceratophygadeuon och familjen brokparasitsteklar. Inga underarter finns listade i Catalogue of Life.